# Grand Prix Albert Fauville
Pour les articles homonymes, voir Fauville.
Le Grand Prix Albert Fauville est une course cycliste belge disputée à Wanfercée-Baulet, dans la province de Hainaut. Créée en 2016, elle rend hommage à Albert Fauville, impliqué dans l'organisation du Circuit de Wallonie pendant plus de 30 ans.
L'édition 2018 fait partie du calendrier de l'UCI Europe Tour, en catégorie 1.2.

## Palmarès
| Année                      | Vainqueur                | Deuxième                 | Troisième                |
| Mémorial Albert Fauville   | Mémorial Albert Fauville | Mémorial Albert Fauville | Mémorial Albert Fauville |
| -------------------------- | ------------------------ | ------------------------ | ------------------------ |
| 2016                       | Dimitri Peyskens         | Ludovic Robeet           | Yves Coolen              |
| 2017                       | Benjamin Verraes         | Jens Moens               | Jasper Paridaens         |
| Grand Prix Albert Fauville |                          |                          |                          |
| 2018                       | Aksel Nõmmela            | Mathijs Paasschens       | Glenn Debruyne           |
| 2019                       | Florian Vermeersch       | Gilles De Wilde          | Arne Marit               |
| 2020-2022                  | Pas organisé             | Pas organisé             | Pas organisé             |
| 2023                       | Ramses Debruyne          | Sieben Roggeman          | Jago Willems             |
| 2024                       | Tom Vermeer              | Robbe Vyvey              | Milan Paulus             |